# Server Core
A Server Core („kiszolgálómag”) a Windows Server 2008-ban megjelent minimalista Microsoft Windows Server-telepítési opció. A Server Core telepítés az alapvető, lényegi szerverfunkciókra korlátozott futtatási környezetet biztosít, ezzel csökkentve a szerver karbantartási és menedzsment-igényeit, a támadási felületet, a lemez- és memóriahasználatot. Andrew Mason, Windows Server fejlesztőcsapatának egyik programfelelőse szerint a Windows Server 2008 Server Core változatát elsősorban azért hozták létre, hogy csökkentsék az operációs rendszer támadási felületét, és a megelőző öt év windowsos sérülékenységeinek mintegy 70%-a nem érintette volna a Server Core-telepítéseket. A Server Core-telepítések legfeltűnőbb jellemzője, hogy nem tartalmazzák a Windows Intézőt. A szerver konfigurálása és karbantartása helyben kizárólag parancssorból történhet, vagy távolról csatlakoztatott Microsoft Management Console (MMC), távoli kiszolgálófelügyeleti eszköz (RSAT), avagy PowerShell segítségével.

## Konfigurációs szintek
A Server Core kezdetben a két fő telepítési opció (teljes vs. lecsupaszított szerver) egyike volt. Ahogy az évek során a Server Core megvalósítása egyre kifinomultabb lett, maga a Server Core már csak egy a Windows szerverek telepítés után is megváltoztatható konfigurációs szintjei közül. A Server Core-ra már nem úgy tekintenek, mint a teljes szerver lecsupaszított változata – megfordítva, a teljes GUI-s változatra tekintenek úgy, mint ami a szerverréteg fölött (sokszor indokolatlanul) egy kliensréteget is tartalmaz, ami pl. a grafikus adminisztrációs eszközöket is futtatja
| Telepítés típusa | Nano Server | Server Core  | Minimal Server Interface | Server GUI-val vagy „Full Server” | Desktop Experience |
| Elérhető         | Server 2016 | Server 2008– | Server 2012–             | minden változat                   | Server 2008–       |

Az újabb Windows-változatokban a konfigurációs szinteknek több lépcsője létezik:

## Története

### Windows Server 2008
A Windows Server 2008 volt az első Server Core opcióval rendelkező Windows-kiszolgáló (minden kiadásban, kivéve IA-64-en). Bár a Windows Intéző nincs telepítve, a Jegyzettömb és egyes Vezérlőpult-alkalmazások, pl. a Területi és nyelvi beállítások elérhetők. Windows Server 2008-on a Server Core telepítés nem tartalmazza a .NET keretrendszert, az Internet Explorert, a Windows PowerShellt és sok más, lényegi szerverfunkcióhoz nem kötődő összetevőt sem. Egy Server Core-os gép a következő szerepkörök egyikét futtathatja: Active Directory Domain Services, Active Directory Application Mode (ADAM), DNS Server, DHCP-kiszolgáló, fájlkiszolgáló, nyomtatókiszolgáló, Windows Media Server, IIS 7 webkiszolgáló és Hyper-V virtuális futtatókörnyezet. A Server Core-os gép részt vehet továbbá magas rendelkezésre állású számítógépfürtben akár feladatátvételi fürt részeként, akár hálózati terheléselosztás használatával.
Mivel a Server Core nem a Windows Server 2008 egy másik verziója, csak egy telepítési opció, ezért ugyanazokat a fájlverziókat és alapértelmezett beállításokat tartalmazza, mint a teljes telepítés. A Windows Server 2008-ban és a 2008 R2-ben ha egy szervert Server Core-verzióban telepítették, újratelepítés nélkül nem lehet a szerver típusát megváltoztatni a teljes GUI-s verzióra, ahogy a teljes telepítést sem lehet utólag Server Core-ra lecsupaszítani.
A Server Core-ok adminisztrációjának megkönnyítésére beletettek egy "scregedit.wsf" nevű scriptet, amivel egyes alapvető változtatások elvégzése (pl. az automatikus frissítések, a távoli asztali hozzáférés ki- vagy bekapcsolása vagy a lapozófájl beállításainak megváltoztatása) egyszerűbbé vált.

### Windows Server 2008 R2
A Windows Server 2008 R2-ban, a Server Core-telepítés már tartalmazza a már kevésbé monolitikus .NET keretrendszer egy részhalmazát, így elérhetővé vált néhány új alkalmazás, köztük az ASP.NET-es weboldalak és a Windows PowerShell 2.0. A .NET-támogatás jelenléte miatt ez az első Server Core-verzió, ami lehetővé teszi a Microsoft SQL Server telepítését (kizárólag SQL Server 2012 vagy újabb esetén támogatott). A Kiszolgálókezelő (Server Manager) távolról elérhetővé vált. Néhány új szerepkör is elérhetővé vált, köztük az Active Directory Certificate Services és a File Services szerepkör File Server Resource Manager komponense. A WoW64 (32 bites alrendszer 64 bites Windowson) alapértelmezetten elérhető, de el lehet távolítani.
A DISM parancson kívül egy új, egyszerű parancssori konfigurációs eszköz, az Sconfig.cmd is megérkezett néhány alapvető beállítás megtételére. A Server Managerrel távolról, grafikus felületen lehet menedzselni a Server Core-gépeket.

### Windows Server 2012
Elődeitől eltérően a Windows Server 2012 újratelepítés nélkül átkapcsolható a „Server Core” és a GUI-s telepítési változatok között. A Windows Server 2012-nél már a Server Core az ajánlott és alapértelmezett konfigurációs szint. Megjelent egy új konfigurációs szint, a „minimal server interface” is, ami egyes grafikus felügyeleti eszközöket tartalmaz (MMC, Server Manager), de továbbra is hiányozik belőle a Windows Intéző és más megszokott grafikus programok. Ez a „minimal server interface” valójában egy kiszolgáló-szerepkör (Server-Gui-Mgmt-Infra), a teljes GUI-változat ezen felül még a Server-Gui-Shell szerepkört is tartalmazza. Néhány új szerepkör és képesség elérhető, köztük a Windows Server Update Services (WSUS), az Active Directory Rights Management Server és a Routing and Remote Access Server.

### Windows Server 2012 R2
A Windows Server 2012 R2-ben, a Windows Defender Server Core-telepítéseken is elérhető, alapértelmezetten telepítve és engedélyezve is van.

### Windows Server 2016
A Windows Server 2016 tartalmaz egy Nano Server nevű, a Server Core-nál is apróbb, minimális igényű telepítési változatot, amit a Windows Server- és Hyper-V-konténerek futtatására, és más számítási felhőbeli, adatközponti forgatókönyvekre optimalizáltak. A Nano Server kódja komoly refaktorálásra került, továbbá a Microsoft eltávolította a GUI stacket, a WoW64 és a Windows Installer funkciókat. A .NET-ből csak a .NET Core használható. Nincs sem helyi konzolos, sem távoli bejelentkezési lehetőség.
Telepítéskor a Server 2016 két lehetőséget ajánl fel (a Standard és az Enterprise közötti választás mellett): Windows Server 2016 (ami lényegében Server Core) vagy Windows Server 2016 Desktop Experience. Az ezek közti választás, ami a 2012 R2 esetében még lehetséges volt, már nem támogatott (a Technical Preview 2-ben még igen, a TP3-ban már nem).